# Вітошинський Андрій Юрійович
Андрій Юрійович Вітошинський (нар. 21 лютого 1981) — український футболіст, півзахисник.

## Життєпис
Професіональну футбольну кар'єру розпочав у «Динамо-3», у футболці якого дебютував 10 серпня 1998 року в програному (0:2) виїзному поєдинку 2-о туру групи А Другої ліги проти ужгородської «Верховини». Андрій вийшов на поле в стартовому складі, а на 75-й хвилині його замінив Артем Старгородський. У складі третьої динамівської команди в Другій лізі зіграв 4 поєдинки, ще 2 поєдинки провів у кубку України. Під час зимової перерви сезону 1998/99 років приєднався до «Десни». Дебютував у футболці чернігівського клубу 6 червня 1999 року в програному (0:5) виїзному поєдинку 36-о туру Першої ліги проти «Черкас». Вітошинський вийшовна поле на 79-й хвилині, замінивши Вадима Данилевського. Цей матч так і залишився єдиним для гравця у футболці «Десни». У 2000 році приєднався до ЦСКА-3 (Київ), яке виступало в аматорському чемпіонаті України. У складі третьої команди столичних армійців зіграв 5 матчів, відзначився 1 голом. Також виступав за «Білгород» (с. Білгородка). Того ж 2000 року опинився в ЦСКА-2 (Київ), у футболці якого дебютував 29 жовтня 2000 року в програному (0:1) виїзному поєдинку 15-о туру Першої ліги проти «Львова». Андрій вийшов на поле на 89-й хвилині, замінивши Романа Кулинського. У футболці ЦСКА-2 зіграв 4 матчі в Першій лізі. У 2001 році перейшов до «Системи-Борекс», проте за бородянський колектив не зіграв жодного офіційного матчу. Тому 2001 року гравець перейшов до «Ніжина», який виступав в аматорському чемпіонаті України. В команді відіграв два сезони, за цей час у чемпіонаті України зіграв 18 матчів та відзначився 2-а голами. Ще в 2001 році паралельно з виступами у «Ніжині» грав за «Бучу» (12 матчів, 3 голи), а в 2003 році після відходу з «Ніжина» сконцентрувався на виступах за бучанський колектив (8 матчів в аматорському чемпіонаті України).
По ходу сезону 2003 року приєднався до «Єдності» (Плиски). Разом з командою пройшов шлях від регіональних змагань до Другої ліги чемпіонату України, в якій дебютував 20 серпня 2005 року в переможному (3:1) домашньому поєдинку 2-о туру групи Б Другої ліги проти криворізького «Гірника». Вітошинський вийшов на поле на 81-й хвилині, замінивши Юрія Галюка. Єдиним голом у футболці «Єдності» відзначився 24 вересня 2005 року на 87-й хвилині переможного (2:1) виїзного поєдинку 7-о туру групи Б Другої ліги проти кіровоградської «Зірки». Андрій вийшов на 54-й хвилині, замінивши Ігора Лагойду. У Другій лізі відіграв за «Єдність» півтора сезони (42 матчі, 1 гол). Також зіграв 1 матч у кубку України. Під час зимової перерви сезону 2006/07 років перейшов до «Закарпаття». Дебютував за ужгородську команду 20 березня 2007 року в програному (0:1) виїзному поєдинку 22-о туру Першої ліги проти ПФК «Олександрія». Витошинський вийшов на поле на 68-й хвилині, замінивши Сергія Єсіна. Єдиним голом у футболці «Закарпаття» відзначився 2 травня 2007 року на 11-й хвилині переможного (1:0) домашнього поєдинку 30-о туру Першої ліги проти франківського «Спартака». Витошинський вийшов на поле в стартовому складі та відіграв увесь матч. У Вищій лізі 14 липня 2007 року в переможному (1:0) домашньому поєдинку 1-о туру проти сімферопольської «Таврії». Андрій вийшов на поле на 56-й хвилині, замінивши Миню Поповича. У команді відіграв майже два сезони, за цей час у чемпіонатах України зіграв 24 матчі та відзначився 1 голом (окрім цього, 8 матчів у першості дублерів Вищої ліги), ще 1 матч зіграв у кубку України.
Під час зимової перерви сезону 2008/09 років підсилив «Полтаву». У футболці полтавського клубу дебютував 4 квітня 2009 року в переможному (1:0) виїзному поєдинку 22-о туругрупи Б Другої ліги проти криворізького «Гірника». Андрій вийшов на поле на 59-й хвилині, замінивши Арсена Мустафаєва, а на 83-й хвилині Вітошинського замінив Артем Гришин У складі «городян» зіграв 11 матчів у Другій лізі. Ще в 2009 році для підтримання ігрового тонусу захищав кольори аматорського клубу «Інтер» (Фурси). Під час зимової перерви сезону 2009/10 років залишив полтавський клуб. Після цього виступав виключно на аматорському рівні. У 2010 році виступав за київську «Зірку» (2 матчі, 2 голи), а також за волинський «Звягель-750» в аматорському чемпіонаті України (2 поєдинки). того ж року виступав за «Лігу» (Вишневе). Кар'єру гравця завершував у фастівському «Динамо» (2013) та ставищанському «Хілд-Любомирі» (2015).